# Fulgencio González Gómez
Fulgencio González Gómez va ser un militar espanyol.

## Biografia
Militar professional, pertanyia a l'arma d'infanteria. Va fer estudis en la Acadèmia d'Infanteria de Toledo, de la qual es va llicenciar en 1921 com segon tinent.
El juliol del 1936 ostentava el rang de capità i es trobava destinat del Regiment d'infanteria «Almansa» núm. 15 de Tarragona. Després de l'esclat de la Guerra civil es va mantenir fidel a la República, integrant-se després en el nou Exèrcit Popular de la República. En la primavera de 1937 va ser nomenat comandant de la 49a Brigada Mixta, al comandament de la qual va prendre part en la batalla de Brunete. Posteriorment va ostentar el comandament de la 67a Divisió, unitat creada finals de l'estiu de 1937 i amb la qual intervindria en els fronts d'Extremadura i Llevant. Al llarg de la contesa va arribar a aconseguir el rang de comandant d'infanteria.
El 14 de març de 1939, prop del final de la guerra, el Consell Nacional de Defensa li va nomenar comandant del XIII Cos d'Exèrcit.